# Småblommigt sommarljus
Småblommigt sommarljus (Oenothera gaura) är en dunörtsväxtart som beskrevs av Warren Lambert Wagner och Hoch. Småblommigt sommarljus ingår i släktet nattljussläktet, och familjen dunörtsväxter. Inga underarter finns listade i Catalogue of Life.

## Bildgalleri

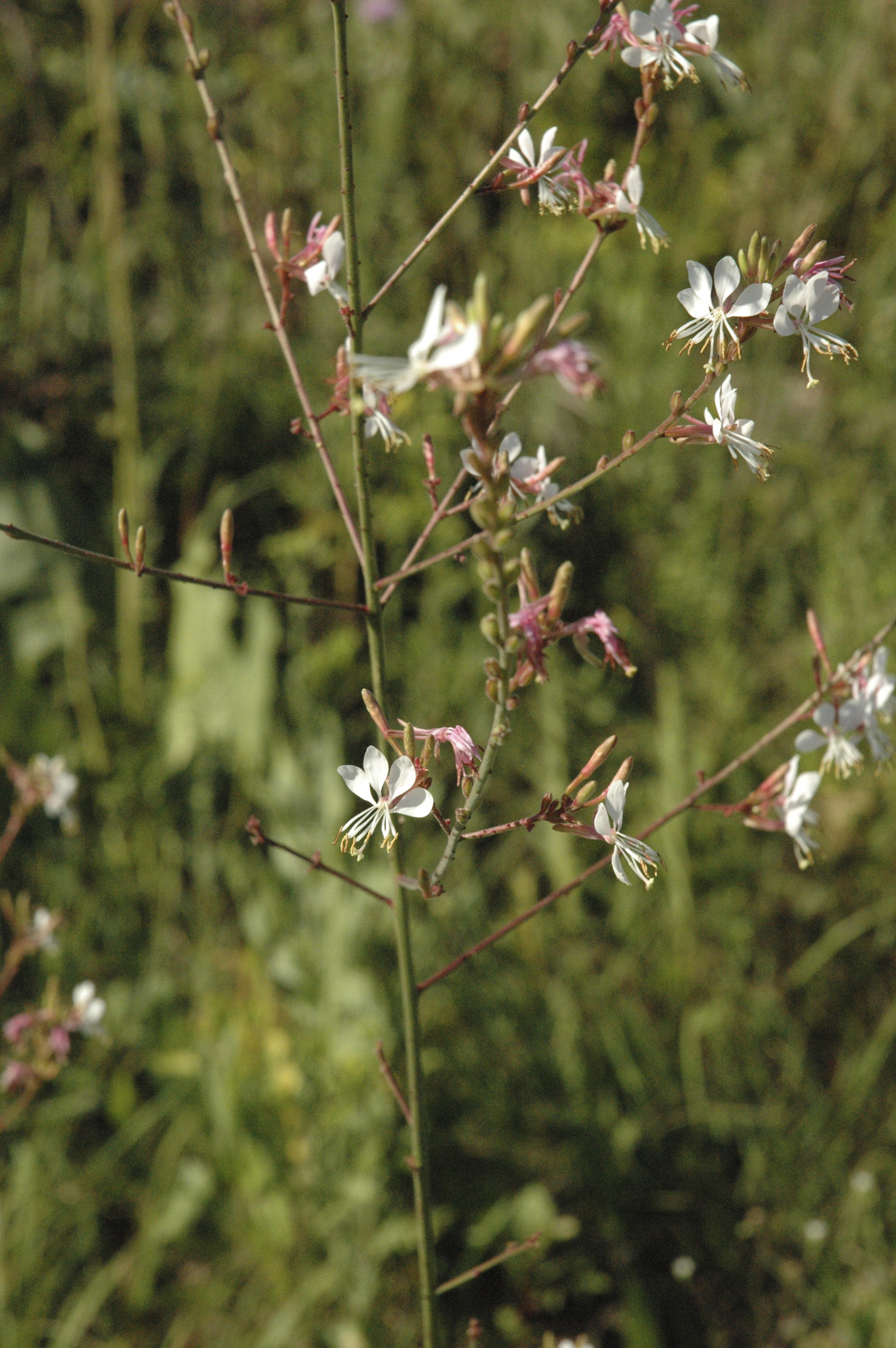
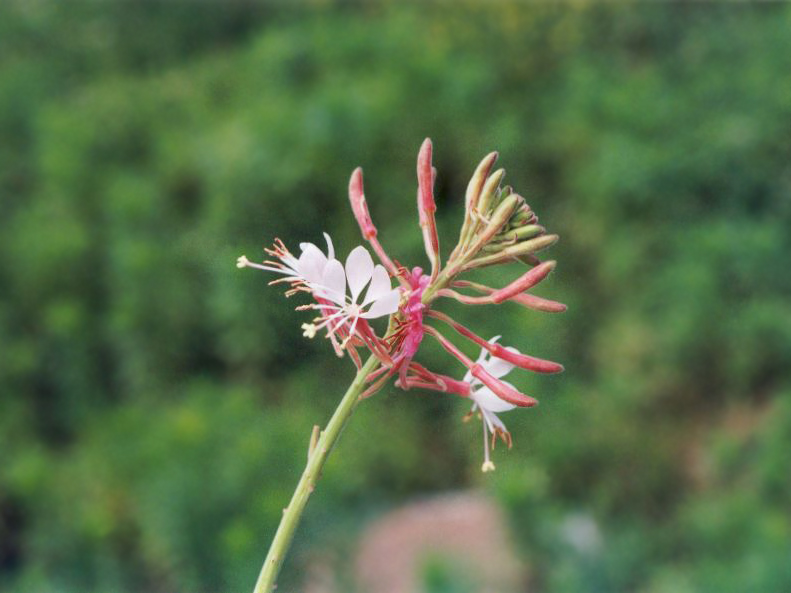